# Jornalismo de jogos eletrônicos
Jornalismo de videogame é uma especialização do jornalismo que procura cobrir matérias relacionadas a videogames. O profissional especializado nessa área deve ter conhecimentos sobre jogos eletrônicos e seus termos, bem como, novidades dessa área do entretenimento.
É tipicamente baseado num ciclo de revelações/prévias/matérias de jogos eletrônicos. Tal gênero do jornalismo pode ser encontrado em revistas, websites e até em cadernos especiais de jornais de domingo.
Recentemente, vem crescendo bastante o número de blogs e websites que trabalham com estas informações.
O jornalismo de videogame é parte da cultura de nicho que tende a segmentar cada vez mais as informações para públicos específicos.